# Jacek Pastusiński
Jacek Pastusiński (ur. 8 września 1964 w Majdanie Królewskim) – polski lekkoatleta, trójskoczek, plastyk. 

## Osiągnięcia
Absolwent Państwowego Liceum Sztuk Plastycznych w Rzeszowie. Zawodnik klubów: Resovia Rzeszów, Legia Warszawa, Budowlani Częstochowa. Olimpijczyk z Seulu (1988), gdzie zajął w finale trójskoku 8. miejsce (16,72 m). Jego największym sukcesem było 5. miejsce w mistrzostwach świata w Rzymie (1987). Ustanowił tam swój rekord życiowy – 17,35 m. 3-krotny mistrz kraju w trójskoku (1985, 1986, 1987). Szósty trójskoczek świata w 1987 według magazynu „Track & Field News”. Mieszka w Majdanie Królewskim.

## Rekordy życiowe
- trójskok – 17,35 m (31 sierpnia 1987, Rzym) – 2. wynik w historii polskiej lekkoatletyki[1]